# Step Laube

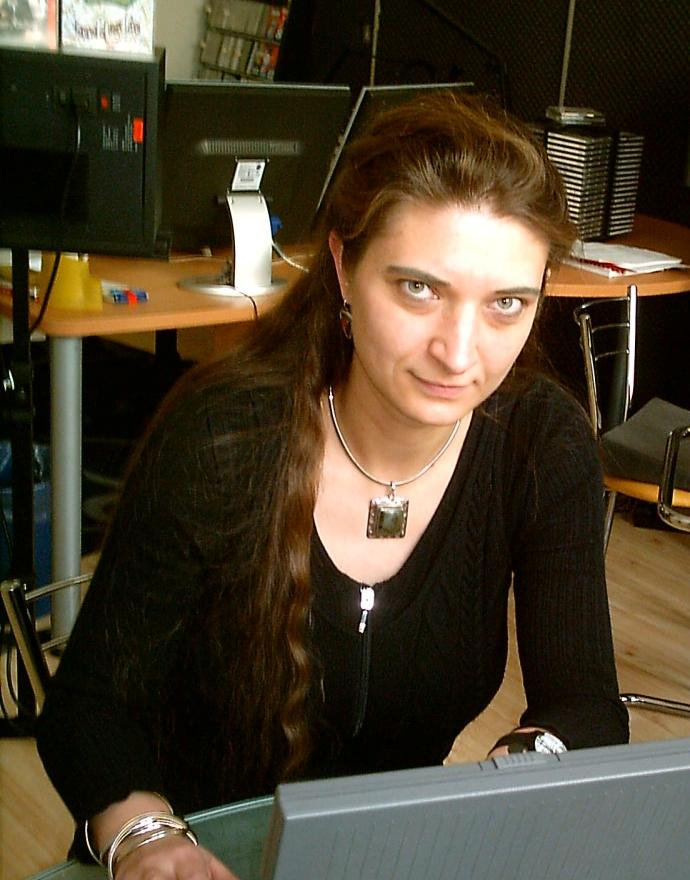
Step Laube, 2009

Stephanie „Step“ Julia Laube (* 6. Mai 1970 in Karlsruhe) ist eine deutsche Hörspielautorin, Regisseurin und Audioproduzentin.

## Leben
Nach ihrem Abitur am Markgrafen-Gymnasium Karlsruhe absolvierte Laube ein Hochschulstudium an den Universitäten Hamburg, KMU Leipzig und FU Berlin mit dem Hauptfach Germanistik/Literaturwissenschaft. Als Nebenfächer belegte sie Theater-/Filmwissenschaft (als 1. Nebenfach) und Journalistik/Publizistik (als 2. Nebenfach). 1997 erlangte sie in dieser Fächerkombination den Abschluss Magistra Artium. Des Weiteren belegte sie das Fach Philosophie, brach diesen Studiengang jedoch nach sechs Semestern ab.
Ihre Hörfunkkarriere begann sie nach dem Abitur bei Radio Residenz in Karlsruhe und während des Studiums in Hamburg beim studentischen Projekt UniRadioHamburg, hier bereits mit dem Schwerpunkt Hörspiel und Feature. Während des Studiums arbeitete sie von 1992 bis 1995 als Regieassistentin im Hörspiel des Sender Freies Berlin (SFB). Ihr Mentor und Ausbilder war der Hörspielregisseur Peter Groeger. Nach dem Studium war sie von 1997 bis 2001 als fest-freie Producerin beim Berliner Rundfunk 91.4 in der Programmproduktion.
Seit 1999 arbeitet sie als selbständige Autorin, Regisseurin und Audioproduzentin mit dem Schwerpunkt Wortproduktion in der gemeinsam mit Martin Schubert gegründeten Audioproduktionsfirma TonInTon-Audioproduktion, Berlin.
Im Jahr 2004 veröffentlichte sie mit „Guitar-Lea trifft Attila“ die erste Folge ihrer zehnteiligen Kinderhörspielserie „Guitar-Leas Zeitreisen“, einer Edutainment-Serie um historische Prominente. Die Serie wurde u. a. mit dem Hörspiel-Award in Bronze (Publikumspreis) und Silber (Kritikerpreis) in der Rubrik „Beste Hörspielserie Kinder/Jugend“ ausgezeichnet.
2009 wurde E.T.A. Hoffmanns berühmte Erzählung Nußknacker und Mausekönig von Laube erstmals als Hörspiel umgesetzt.

## Werke

### Originalhörspiele als Autorin und Regisseurin
„Guitar-Leas Zeitreisen“, Kinderhörspielserie:
- Folge 01, "Lea trifft Attila", Verlag: Komplett-Media, 2006
- Folge 02, "Lea trifft Columbus", Verlag: Komplett-Media, 2006
- Folge 03, "Lea trifft Carl Benz", Verlag: Komplett-Media, 2006
- Folge 04, "Lea trifft Nofretete", Verlag: Komplett-Media, 2006
- Folge 05, "Lea trifft Cäsar", Verlag: Komplett-Media, 2006
- Folge 06, "Lea trifft Einstein", Verlag: Komplett-Media, 2007
- Folge 07, "Lea trifft Leonardo da Vinci", Verlag: Komplett-Media, 2007
- Folge 08, "Lea trifft Alexander den Großen", Verlag: Komplett-Media, 2007
- Folge 09, "Lea trifft Galileo Galilei", Verlag: Komplett-Media, 2007
- Folge 10, "Lea trifft Jesus", Verlag: Komplett-Media, 2008

„Neues mit Konni“, Online-Kinderkurzhörspielreihe:
- 2008: Folgen 1–6
- 2009: Folgen 7–12
- 2010: Folgen 13–18
- 2012: Folgen 19–24
- 2013: Folgen 25–30
- 2014: Folgen 31–36
- 2015: Folgen 37–42
- 2016: Folgen 43–48
- 2017: Folgen 49–54
- 2018: Folgen 55–60
- 2019: Folgen 61–66
- 2020: Folgen 67–72
- 2021: Folgen 73–

Einzelhörspiele
- „Der Sandmann“ nach E.T.A. Hoffmann, Hörspiel, Maritim-Verlag, 2004[6]
- „Nußknacker und Mausekönig“ nach E.T.A. Hoffmann, Hörspiel, Romantruhe Audio, 2009[7]
- „Das öde Haus“ nach E.T.A. Hoffmann, Hörspiel, Romantruhe Audio, 2010
- „Das verlorene Spiegelbild“ nach E.T.A. Hoffmann, Hörspiel, Romantruhe Audio, 2010
- „Ignatz Denner oder Der Revierjäger“ nach E.T.A. Hoffmann, Hörspiel, Romantruhe Audio, 2011
- „Der verrückte Kampf ums Erdbeerfeld“, Kinderhörspiel, Tianda Verlag, 2011[8]
- „Konni im Wilden Westen“, 7 Kurz-Kinderhörspiele, Tianda Verlag, 2011[8]
- „Captain Coin & Der Schatz des Barbarossa“, Kinderhörspiel, Tianda Verlag, 2012
- „Welcome to fabulous Schöne Vegas“, 5 Kurz-Kinderhörspiele, Tianda Verlag, 2013
- „Die LiBeRo-Gang: Das Runde muß ins Eckige“, Kinderhörspiel, Tianda Verlag 2014 (ausgezeichnet mit der Hörnixe 2015)[9]
- „SciFi-Konni im Sturz durch Raum und Zeit“, Zeitreise-Kinderhörspiel durch die Welt der ScienceFiction, Tianda Verlag 2015
- „Konni Down Under“, Kinderhörspiel zu Geschichte und Kultur Australiens, Tianda Verlag 2018 (ausgezeichnet mit der Hörnixe 2019)

### Als Autorin (Fachbuch)
- „Unterhaltung in Hörspiel und Feature – Ingomar von Kieseritzky und Walter Filz.“, Tectum-Verlag Marburg, 1997[10]